# 丘克內什蒂鄉 (蘇恰瓦縣)
47°29′N 25°17′E / 47.483°N 25.283°E
丘克內什蒂鄉（羅馬尼亞語：Comuna Ciocănești, Suceava），是羅馬尼亞的鄉份，位於該國東北部，由蘇恰瓦縣負責管轄，面積107平方公里，海拔高度855米，2007年人口1,515，人口密度每平方公里14人。